# Seznam krajev Unescove svetovne dediščine v Panami
Območja svetovne dediščine Organizacije Združenih narodov za izobraževanje, znanost in kulturo (UNESCO) so kraji, pomembni za kulturno ali naravno dediščino, kot je opisano v Konvenciji UNESCO o svetovni dediščini, ustanovljeni leta 1972. Kulturna dediščina je sestavljena iz spomenikov (kot so arhitekturna dela, monumentalne skulpture ali napisi), skupin stavb in najdišč (vključno z arheološkimi najdišči). Naravne značilnosti (ki jih sestavljajo fizične in biološke formacije), geološke in fiziografske formacije (vključno z habitati ogroženih vrst živali in rastlin) ter naravna območja, ki so pomembna z vidika znanosti, ohranjanja narave ali naravnih lepot, so opredeljena kot naravna dediščina. Panama je konvencijo sprejela 3. marca 1978. Ima pet območij svetovne dediščine, eno pa je na poskusnem seznamu.
Prvo območje v Panami, dodano na seznam, so bile utrdbe na karibski strani Paname: Portobelo-San Lorenzo, leta 1980. To območje je od leta 2012 uvrščeno na seznam ogroženih zaradi okoljskih dejavnikov, pomanjkanja vzdrževanja in neobvladljivega urbanega razvoja. Tri najdišča so na seznamu zaradi kulturnega pomena, tri pa zaradi naravnega pomena. Rezervat Talamanca Range-La Amistad/Narodni park La Amistad si deli s Kostariko. Panama je bila članica Odbora za svetovno dediščino od leta 1978 do 1985. Najnovejše najdišče, ki je bilo na seznamu, je bila Kolonialna transistmijska pot Paname leta 2025 kot razširitev najdišča Arheološko najdišče Panamá Viejo in zgodovinsko okrožje Paname, ki je bilo prvotno na seznamu leta 1997.

## Območja svetovne dediščine
UNESCO uvršča območja pod deset kriterijev; vsak vpis mora izpolnjevati vsaj enega od kriterijev. Kriteriji od i do vi so kulturni, kriteriji od vii do x pa naravni.
| Ime                                                            | Slika                                               | Lokacija (provinca)      | Leto vpisa | Kriterij                           | Opis |
| -------------------------------------------------------------- | --------------------------------------------------- | ------------------------ | ---------- | ---------------------------------- | --- |
| Utrdbe na karibski strani Paname: Portobelo-San Lorenzo †      | Ruins of a fortress near the shore, view from above | Colón                    | 1980       | 135; i, iv (kulturno)              | Dve trdnjavi na karibski obali Paname, Portobelo in San Lorenzo, so Španci zgradili konec 16. stoletja za zaščito trgovskih poti. Večkrat sta bili obnovljeni in prenovljeni ter predstavljata razvoj španske vojaške arhitekture v tropskem okolju. Ohranjenih je več utrdb, baterij in trdnjav. Na sliki je San Lorenzo. Najdišče je od leta 2012 uvrščeno na seznam ogroženih zaradi okoljskih dejavnikov, pomanjkanja vzdrževanja in neobvladljivega urbanega razvoja. |
| Narodni park Darién                                            | A collared aracari bird                             | Darién                   | 1981       | 159; vii, ix, x (naravno)          | Darienska vrzel je stičišče prej ločenih severnoameriških in južnoameriških kopenskih mas ter posledično tudi stičišče njune flore in favne. Skupaj z raznoliko geografijo, s tropskimi nižinskimi deževnimi gozdovi, več gorskimi verigami, mangrovami, močvirji in obalami to regijo naredi izjemno bogato z biotsko raznovrstnostjo. Narodni park obsega 579.000 hektarjev. Tukaj živi več ogroženih ali ranljivih vrst, vključno z rjavoglavo pajkovo opico, harpijo, Bairdovim tapirjem in orjaškim mravljinčarjem. Na sliki je aracari iz parka.                                                                                    |
| Rezervat Talamanca Range-La Amistad / Narodni park La Amistad* | Tropical rainforest scenery                         | Bocas del Toro, Chiriquí | 1990       | 205bis; vii, viii, ix, x (naravno) | Območje, ki je na stičišču severno in južnoameriško floro in favno, je bogato z biotsko raznovrstnostjo, saj ima približno 10.000 cvetočih rastlin, več kot 200 vrst sesalcev, približno 600 vrst ptic ter 250 vrst plazilcev in dvoživk. Večino ozemlja pokrivajo tropski deževni gozdovi, vendar je tu tudi več gora, ki segajo nad 3000 metrov. Ledeniška aktivnost med kvartarno poledenitvijo je oblikovala pokrajino z ustvarjanjem krnic, dolin in ledeniških jezer. Kostariški del območja je bil prvotno neodvisno uvrščen na seznam leta 1983, del v Panami pa je bil dodan leta 1990. Skupna posest pokriva 570.045 hektarjev. |
| Narodni park Coiba in njegovo posebno območje varstva morja    | A small tropical island with palms                  | Veraguas, Chiriquí       | 2005       | 1138rev; ix, x (naravno)           | Ob obali Paname se je na otoku Coiba in okoliških manjših otokih razvilo več živalskih in rastlinskih vrst, ki so videti drugače kot na celini. Območje je zatočišče za vrste, ki so izginile iz preostalega dela Paname, kot sta čopasti orel in škrlatni ara. Vode so pomembne za stalne in selivske vrste kitov, morskih psov, morskih želv in pelagičnih rib. |
| Kolonialna transistmijska pot Paname                           | Camino Real close the shore of Alajuela Lake        | Panamá, Colón            | 2025       | 1582rev; ii, iv (kulturno)         | Ta nominacija zajema šest znamenitosti, med katerimi so najdišča mesta Panama ter utrdbe Portobela (na sliki) in San Lorenza že uvrščena na seznam svetovne dediščine. Drugi sestavni deli so cesta Cruces (dva odseka) in Kraljeva cesta. Bili sta deli cest, ki so jih Španci zgradili za povezavo Atlantskega in Tihega oceana med 16. in 19. stoletjem. |

## Poskusni seznam
Poleg lokacij, vpisanih na Seznam svetovne dediščine, lahko države članice vodijo seznam predhodnih lokacij, ki jih lahko upoštevajo za nominacijo. Nominacije za Seznam svetovne dediščine so sprejete le, če je bila lokacija že prej uvrščena na predhoden seznam. Panama ima na svojem predhodnem seznamu eno lokacijo.
| Ime                                                      | Slika                              | Lokacija (provinca) | Leto vpisa | Kriterij          | Opis |
| -------------------------------------------------------- | ---------------------------------- | ------------------- | ---------- | ----------------- | --- |
| Arheološko najdišče in zgodovinsko središče mesta Panama | Ruins with trees in the background | Panamá              | 2015       | ii, iv (kulturno) | Ta nominacija je predlagana sprememba meja in imena območja Arheološko najdišče Panamá Viejo in zgodovinsko okrožje Paname, ki je bilo uvrščeno na seznam leta 1997. Na sliki so ruševine Casa de los Genoveses v Panamá Viejo. |